# 뱌체슬라프 카라바예프
뱌체슬라프 세르게예비치 카라바예프(러시아어: Вячеслав Сергеевич Караваев, 1995년 5월 20일 ~ )는 러시아 프리미어리그의 제니트 상트페테르부르크와 러시아 국가대표팀에서 라이트백으로 활약하고 있는 러시아의 프로 축구 선수이다.

## 구단 경력
카라바예프는 2013년 12월 2일 로스토프와의 경기에서 러시아 프리미어리그의 CSKA 모스크바 소속으로 데뷔했다.
카라바예프는 2014년 여름에 체코 1부 리그의 두클라 프라하에 한 시즌 임대 계약을 맺었다.
2016년 8월 16일, 그는 체코로 돌아와 스파르타 프라하와 영구 계약을 체결했다.
2018년 1월 31일, 그는 에레디비시의 피테서와 3.5년 계약을 맺었고, 피테서는 250만 유로를 지불했다.
2019년 9월 2일, 그는 러시아 프리미어리그 챔피언 제니트 상트페테르부르크와 4년 계약을 체결했다. 2023년 4월 4일, 카라바예프는 제니트와 2025-26년 시즌이 끝날 때까지 계약을 연장하고 다른 시즌을 선택할 수 있다.

## 국가대표팀 경력
2019년 3월 11일, 그는 2019년 3월 21일 벨기에와 2019년 3월 24일 카자흐스탄과의 UEFA 유로 2020 예선 전을 위해 러시아 국가대표팀에 소집되었다. 그는 2019년 10월 13일 키프로스와의 UEFA 유로 2020 예선 전에서 데뷔 전을 치렀다. 그는 페트로프의 부상으로 인해 38분에 세르게이 페트로프와 교체되었다.
2020년 9월 3일, 그는 세르비아와의 2020-21년 UEFA 네이션스리그 B 경기에서 러시아 국가대표팀 첫 골을 기록했다.
2021년 5월 11일, 그는 UEFA 유로 2020의 예비 연장 30인 명단에 포함되었다. 2021년 6월 2일, 그는 최종 명단에 포함되었다. 2021년 6월 12일, 러시아의 벨기에와의 개막전에서, 그는 부상당한 유리 지르코프와 전반전 후반전에 교체 투입되었고, 러시아는 0-3으로 졌다. 6월 16일 핀란드와의 두 번째 경기에서, 그는 부상당한 동료를 대신하여 전반전에 교체 출전해야 했고, 이번에는 마리우 피게이라 페르난지스가 러시아를 1-0으로 이겼다. 그는 6월 21일 덴마크와의 조별 리그 마지막 경기에서 후반전 교체로 출전했는데, 러시아는 1-4로 패하고 탈락했다.